# Demetrova nagrada za životno djelo
Demetrova nagrada za životno djelo, hrvatska je kazališna nagrada.

## O nagradi
Demetrovu nagradu za životno djelo utemeljilo je Hrvatsko društvo kazališnih kritičara i teatrologa (HDKKT), 27. lipnja 2012. godine.
Dodjeljuje se za iznimna postignuća na području kazališne kritike i/ili teatrologije. Ova nagrada nazvana je po hrvatskom kulturnom velikanu Dimitriju Demetru, piscu prve hrvatske kazališne kritike. Nagrađeni dobiva skulpturu (rad Martina Babića), povelju i novčani iznos, a dodjeljuje se na dan objave Demetrove kazališne kritike, koja je objavljena u Danici ilirskoj 13. lipnja 1840. godine.

## Dobitnici i dobitnice
- 2012.: Branko Hećimović, teatrolog i povjesničar kazališta.
- 2013.: Igor Mrduljaš, kazališni kritičar i publicist.
- 2014.: Boris Senker, kazališni kritičar, teatrolog, sveučilišni profesor, pedagog i dramski pisac.
- 2015.: Boris B. Hrovat, kazališni kritičar.
- 2016.: Vlatko Perković, kazališni kritičar, teatrolog, redatelj i dramski pisac.
- 2017.: Antonija Bogner-Šaban, teatrologinja.
- 2018.: Ljubomir Stanojević, kazališni publicist. ↓1
- 2020.: Giga Gračan, kazališna kritičarka, novinarka, prevoditeljica.
- 2021.: Zvonimir Mrkonjić, akademik, književnk, prevoditelj, kritičar, teoretičar, esejist i dramaturg.
- 2023.: Acija Alfirević, teatrologinja, književnica i prevoditeljica.[2]
- 2024.: Lada Čale Feldman, teatrologinja.[3]